# Programa de Langlands
En matemáticas, el programa de Langlands es una red de conjeturas influyentes y de gran alcance sobre las conexiones entre la teoría de números y la geometría. Propuesto por Robert Langlands, busca relacionar los grupos de Galois en teoría de números algebraicos con las formas automórficas y la teoría de la representación de grupos algebraicos sobre grupos locales y anillos adélicos. Ampliamente visto como el proyecto más grande en la investigación matemática moderna, el programa de Langlands ha sido descrito por Edward Frenkel como "una especie de gran teoría unificada de las matemáticas".

## Antecedentes
En un contexto muy amplio, el programa se basó en ideas existentes: la filosofía de formas cuspidales formulado unos años antes por Harish-Chandra y Gelfand, el trabajo y enfoque de Harish-Chandra sobre el grupo de Lie semisimple, y en términos técnicos la fórmula de la traza de Selberg y otros.
Lo que inicialmente fue muy nuevo en el trabajo de Langlands, además de la profundidad técnica, fue la conexión directa propuesta con la teoría de números, junto con la rica estructura organizativa objeto de hipótesis (la llamada "funtorialidad").
Por ejemplo, en el trabajo de Harish-Chandra se encuentra el principio de que lo que se puede hacer con un grupo de Lie semisimple (o reductivo), puede hacerse con todos. Por lo tanto, una vez que se reconoció el papel de algunos grupos de Lie de baja dimensión como GL(2) en la teoría de las formas modulares, y en retrospectiva GL(1) en la teoría de cuerpos de clases, el camino quedó abierto al menos a la especulación sobre GL (n) para n> 2 en general.
La idea de la forma cuspidal surgió de las cúspides de las curvas modulares, pero también tenía un significado visible en teoría espectral como un "espectro discreto", en contraste con el "espectro continuo" de las series de Eisenstein. Se vuelve mucho más técnico para grupos de Lie más grandes, porque los subgrupos parabólicos son más numerosos.
En todos estos enfoques no faltaron los métodos técnicos, a menudo de naturaleza inductiva y basados en la descomposición de Levi, entre otras cuestiones, pero el cuerpo era y es muy exigente.
Y del lado de las formas modulares, hubo ejemplos como las formas modulares de Hilbert, las formas modulares de Siegel y las series-theta.

## Objetos
Hay una serie de conjeturas de Langlands relacionadas entre sí. Existen muchos grupos diferentes en muchos campos diferentes para los que se pueden establecer, y para cada campo hay varias versiones diferentes de las conjeturas. Algunas versiones de las conjeturas de Langlands son vagas o dependen de objetos como los grupos de Langlands, cuya existencia no está probada, o del grupo L, que tiene varias definiciones no equivalentes. Además, las conjeturas de Langlands han evolucionado desde que el propio Langlands las planteó por primera vez en 1967.
Hay diferentes tipos de objetos para los que se pueden enunciar las conjeturas de Langlands:
- Representaciones de grupos reductivos sobre cuerpos locales (con diferentes subcuerpos correspondientes a cuerpos locales de Arquímedes, cuerpos locales p-ádicos, y terminaciones de grupos de funciones)
- Formas automórficas en grupos reductores sobre grupos globales (con subgrupos correspondientes a grupos numéricos o grupos de funciones).
- Cuerpos finitos. Langlands no consideró originalmente este caso, pero sus conjeturas tienen análogos.
- Cuerpos más generales, como los cuerpos de funciones sobre los números complejos.

## Conjeturas
Hay varias formas diferentes de plantear las conjeturas de Langlands, que están estrechamente relacionadas pero no son obviamente equivalentes.

### Reciprocidad
El punto de partida del programa puede verse según la ley de reciprocidad de Emil Artin, que generaliza la ley de reciprocidad cuadrática. La ley de reciprocidad de Artin se aplica a una extensión de Galois de un cuerpo de números algebraicos cuyo grupo de Galois es abeliano; asigna funciones L a las representaciones unidimensionales de este grupo de Galois, y establece que estas funciones L son idénticas a ciertas series L de Dirichlet o series más generales (es decir, ciertos análogos de la función zeta de Riemann) construidas a partir del carácter de Hecke. La correspondencia precisa entre estos diferentes tipos de funciones L constituye la ley de reciprocidad de Artin.
Para grupos de Galois no abelianos y representaciones de dimensiones superiores de ellos, todavía se pueden definir funciones L de forma natural: las funciones L de Artin.
La idea de Langlands fue encontrar la generalización adecuada de las funciones L de Dirichlet, lo que permitiría la formulación de la declaración de Artin en este contexto más general. Hecke había relacionado anteriormente funciones L de Dirichlet con formas automórficas (funciones holomorfas en el semiplano superior de {\displaystyle \mathbb {C} } (los números complejos) que satisfacen ciertas ecuaciones funcionales). Langlands luego los generalizó a las representaciones cuspidales automórficas, que son ciertas representaciones irreductibles de dimensión infinita del grupo lineal general GL (n) sobre el anillo adélico de {\displaystyle \mathbb {Q} } (los números racionales). Este anillo realiza un seguimiento simultáneo de todas las finalizaciones de {\displaystyle \mathbb {Q} ,} (consúltese números p-ádicos).
Langlands adjuntó las funciones L automórficas a estas representaciones automórficas, y conjeturó que cada función L de Artin que surge de una representación de dimensión finita del grupo de Galois de un cuerpo de números algebraicos es igual a una que surge de una representación cuspidal automórfica. Esto se conoce como su conjetura de reciprocidad.
En términos generales, la conjetura de reciprocidad da una correspondencia entre las representaciones automórficas de un grupo reductivo y los homomorfismos de un grupo de Langlands sobre un grupo L. Existen numerosas variaciones de este enunciado, en parte porque las definiciones de grupo de Langlands y de grupo L no son fijas.
Sobre grupos locales, se espera que esta estructura genere una parametrización de paquetes L de representaciones irreductibles admisibles de una reducción grupo activo sobre un grupo local. Por ejemplo, sobre los números reales, esta correspondencia es la clasificación de Langlands de representaciones de grupos reductivos reales. Sobre grupos globales, debería dar una parametrización de formas automórficas.

### Funtorialidad
La conjetura de funtorialidad establece que se espera que un homomorfismo adecuado de grupos L proporcione una correspondencia entre formas automórficas (en el caso global) o representaciones (en el caso local). En términos generales, la conjetura de reciprocidad de Langlands es el caso especial de la conjetura de funtorialidad cuando uno de los grupos reductivos es trivial.

#### Funtorialidad generalizada
Langlands generalizó la idea de funtorialidad: en lugar de usar el grupo lineal general GL(n), se pueden usar otros grupos reductivos conectados. Además, dado tal grupo G, Langlands construyó el grupo dual de Langlands LG, y luego, para cada representación cuspidal automórfica de G y para cada representación de dimensión finita de LG, definió una función L. Una de sus conjeturas establece que estas funciones L satisfacen una cierta ecuación funcional que generaliza las de otras funciones L conocidas.
Luego pasó a formular un principio de funtorialidad muy general. Dados dos grupos reductivos y un morfismo (de buen comportamiento) entre sus correspondientes grupos L, esta conjetura relaciona sus representaciones automórficas de una manera que es compatible con sus funciones L. Esta conjetura de funtorialidad implica todas las demás conjeturas presentadas hasta ahora. Tiene la naturaleza de una construcción de representación inducida, lo que en la teoría más tradicional de formas automórficas se llamaba un 'levantamiento', conocido en casos especiales, y que por lo tanto es covariante (mientras que la representación restringida es contravariante). Los intentos de especificar una construcción directa solo han producido algunos resultados condicionales.
Todas estas conjeturas se pueden formular para cuerpos más generales en lugar de {\displaystyle \mathbb {Q} }: el cuerpo de los números algebraicos (el caso original y más importante), campos locales y campos de función (extensiones finitas de Fp(t) donde p es un primo y Fp(t) es el cuerpo de funciones racionales sobre el cuerpo finito con p elementos).

### Conjeturas geométricas
El llamado programa de Langlands geométrico, sugerido por Gérard Laumon siguiendo las ideas de Vladímir Drínfeld, surge de una reformulación geométrica del programa de Langlands habitual que intenta relacionar algo más que simples representaciones irreducibles. En casos simples, relaciona representaciones l-ádicas del grupo fundamental estable de una curva algebraica con objetos de la categoría derivada de haces l-ádicos en la pila de módulos del fibrado vectorial sobre la curva.

## Estado actual
Las conjeturas de Langlands para GL(1, K) se derivan de (y son esencialmente equivalentes a) la teoría de cuerpos de clases.
Langlands probó las conjeturas de Langlands para grupos sobre los campos locales de Arquímedes {\displaystyle \mathbb {R} } (los números reales) y los complejos {\displaystyle \mathbb {C} } dando la clasificación de Langlands de sus representaciones irreducibles.
La clasificación de Lusztig de las representaciones irreducibles de grupos de tipo Lie sobre cuerpos finitos puede considerarse un análogo de las conjeturas de Langlands para cuerpos finitos.
La prueba de modularidad de Andrew Wiles de curvas elípticas semiestables sobre racionales puede verse como un ejemplo de la conjetura de reciprocidad de Langlands, ya que la idea principal es relacionar las representaciones de Galois que surgen de curvas elípticas con formas modulares. Aunque los resultados de Wiles se han generalizado sustancialmente, en muchas direcciones diferentes, la conjetura completa de Langlands para {\displaystyle {\text{GL}}(2,\mathbb {Q} )} sigue sin demostrarse.
En 1998, Laurent Lafforgue probó el teorema de Lafforgue verificando las conjeturas de Langlands para el grupo lineal general GL (n, K) para los cuerpos de funciones K. Este trabajo continuó las investigaciones anteriores de Drinfeld, quien probó el caso GL(2, K) en la década de 1980.
En 2018, Vincent Lafforgue estableció la correspondencia global de Langlands (la relación entre las formas automórficas y las representaciones de Galois) para grupos reductores conectados sobre campos de funciones globales.

### Conjeturas locales de Langlands
Philip Kutzko (1980) probó las Conjeturas locales de Langlands para el grupo lineal general GL(2, K) sobre cuerpos locales.Gérard Laumon, Michael Rapoport y Ulrich Stuhler (1993) demostraron las conjeturas locales de Langlands para el grupo lineal general GL (n, K) para los campos locales característicos positivos K. Su prueba usa un argumento global.Richard Taylor y Michael Harris (2001) demostraron las conjeturas locales de Langlands para el grupo lineal general GL(n, K) para cuerpos locales K de característica 0.Guy Henniart (2000) dio otra prueba. Ambas pruebas utilizan un argumento global.Peter Scholze (2013) dio otra prueba.

### Lema fundamental
En 2008, Ngô Bảo Châu probó el "lema fundamental", que fue originalmente conjeturado por Langlands y Shelstad en 1983 y que se requiere en la prueba de algunas conjeturas importantes en el programa de Langlands.